# Portel (freguesia)
Portel es una freguesia portuguesa del concelho de Portel, con 156,40 km² de superficie y 2.825 habitantes (2001). Su densidad de población es de 18,1 hab/km².